# Volilni knez
Volilni knez ali princ elektor Svetega rimskega cesarstva (nemško: Kurfürst, mn. Kurfürsten, latinsko: princeps elector imperii ali elector) je bil naziv članov volilnega zbora Svetega rimskega cesarstva, ki je izbiral cesarja. Naslov je bil izjemno prestižen, saj je bil nižji zgolj od kralja ali cesarja.
Zakoniti dedič volilnega kneza je bil volilni princ (nemško: Kurprinz). Prve volilne kneze in njihove osnovne funkcije je določil nemško-rimski cesar Karel IV. z Zlato bulo leta 1356.

## Do uzakonitve volilnih glasov v zlati buli leta 1356
Pri volitvah nemških kraljev, ki so jih sprva volili vsi svobodnjaki in kasneje vsi državni knezi, so postajali nekateri vplivni knezi vse pomembnejši. Po staufovsko-welfškem sporu za nemški prestol ob koncu 12. stoletja so v veljavnem glasovanju morali sodelovati nadškofi Mainza, Kölna in Trierja in Renskega palatinata. Srednjeveška knjiga zakonov Saško zrcalo navaja v prvi polovici 13. stoletja šest volilnih knezov (ob omenjenih štirih še saškega vojvodo in brandenburškege mejnega grofa; češkega kralja izloča, češ da ni Nemec) kot predvolivce. Leta 1257 je sedmerica volilnih knezov prvič sama volila kralja (in izvolila kar dva, Riharda iz Cornwalla in Alfonza X. Kastilskega, ker je češki kralj glasoval za oba). Ravno v interregnumu med izumrtjem dinastije Staufovcev in izvolitvijo Rudolfa Habsburškega za nemškega kralja leta 1273, so volilni knezi začeli delovati kot zaokroženo volilno telo, kolegij volilnih knezov. V tem času so si prisvojili veliko državne posesti in pomembne državne pravice.
Na zasedanju kolegija volilnih knezov v Rhensu leta 1338 so proglasili kot pravno veljavno večinsko glasovanje, to se pravi, da kralja lahko izvolijo že štirje volilni knezi. Ta način je leta 1356 uzakonila zlata bula cesarja Karla IV. Luksemburškega, ki je postala temeljni zakon cesarstva. Z zlato bulo so dobili volilni knezi pisno potrditev pravice, da se smejo sestajati in razpravljati o državnih zadevah. Kolegij volilnih knezov, ki ga je vodil volilni knez-nadškof Mainza, je bil od 15. stoletja 1. kolegij (kurija, zbor) reichstaga, državnega zbora Svetega rimskega cesarstva.
Z zlato bulo so volilni knezi pridobili še najvišjo posvetno in sodno oblast na svojem ozemlju ter vrsto materialnih pravic, kot so pravica izkoriščanja rudnih bogastev, pravica carinjenja, pravica kovanja denarja.

## Spremembe v razdelitvi volilnih glasov od tridesetletne vojne naprej
Češki kralj je imel po husitskih vojnah (od 1519 do 1708) pravico sodelovati le še pri izvolitvi kralja (lahko je glasoval zase) sicer pa ni več prisostvoval kolegiju volilnih knezov. Glas Renskega palatina je med tridesetletno vojno leta 1623 prešel na Bavarsko/Volilna kneževina Bavarska (dobil ga je Maksimiljan I. Bavarski). Leta 1648 je bil Palatinatu glas vrnjen kot osmi glas (Karel Ludvik Pfalški). Leta 1692 je Braunschweig-Lüneburg (Georg Wilhelm) dobil deveti glas, ki je miroval do potrditve reichstaga leta 1708. Po rodbinski združitvi Bavarske in Palatinata leta 1777 jima je ostal en sam glas. Leta 1803 sta bila odpravljena volilna glasova Trierja in Kölna, glas Mainza pa je prešel na Regensburg-Aschaffenburg. Na novo so dobili glasove Salzburg (1805 je glas prešel na Würzburg), Württemberg, Baden in Hessen-Kassel. Ob ukinitvi Svetega rimskega cesarstva leta 1806 je bilo tako 10 volilnih knezov.